# Scout un jour, scout toujours
Scout un jour, scout toujours (Boy Scoutz N the Hood) est le 8e épisode de la saison 5 des Simpson.

## Synopsis
Au début de l'épisode, Homer Simpson est en train de manger des cacahuètes et fait tomber sous le canapé la dernière du paquet. En se penchant pour tenter de la reprendre, il trouve un billet de 20 dollars. Parallèlement, Milhouse Van Houten et Bart Simpson, à court d'argent, se promènent dans la ville tout en se demandant ce qu'ils vont faire de leur journée. Tout à coup, alors qu'ils sont assis sur le trottoir, le billet tombe devant eux après qu'Homer l'a laissé échapper de ses mains et que le vent l'a emporté.
Les deux compagnons décident alors de se rendre au mini-market pour acheter un cocktail de fruits très concentré en sucre. Tellement concentré que les deux garçons commencent à avoir des hallucinations et que, le lendemain matin, Bart ne se rappelle plus de rien. Pas même de s'être inscrit chez les scouts, lesquels sont dirigés par Ned Flanders. D'abord réticent, il finit par être séduit par les avantages qu'apporte le scoutisme et particulièrement celui de pouvoir posséder un couteau.
Dans la suite de l'épisode, Ned Flanders propose une excursion père-fils dans les rapides. Bart et son père Homer montent sur le dernier canoë avec Ned Flanders et son fils Todd. Mais le voyage ne se passe pas comme prévu et les quatre aventuriers se retrouvent perdus au milieu de la mer.

## Invité
- Ernest Borgnine